# Gérard Ier de Durbuy
Pour les articles homonymes, voir Gérard Ier.
Gérard Ier de Durbuy, né le 23 novembre 1223 et mort le 28 février 1303 est le deuxième fils de Waléran III, duc de Limbourg et d'Ermesinde Ire, comtesse de Luxembourg. Gérard est seigneur du comté de Durbuy de 1247 à sa mort et seigneur de Roussy et du ban de Villance.

## Biographie

### Un cadet
En 1247, à la mort de leur mère Ermesinde, le frère aîné de Gérard, Henri V de Luxembourg lui cède en apanage Durbuy,,,. Dans sa titulature, Gérard n'est jamais appelé comte de Durbuy, mais seigneur de Durbuy,.
En 1285, Gérard de Durbuy participe à l'expédition militaire menée par le roi de France Philippe III le Hardi contre le roi d'Aragon Pierre III. Dans l'armée du roi de France, Gérard de Durbuy fait partie du contingent mené par le duc de Brabant Jean Ier, qui le récompense pour ses services.
Gérard tente sans succès d'installer un atelier monétaire à Durbuy. Sous la pression de son frère, il échoue à battre monnaie, ce qui aurait été un acte de souveraineté.

### Union et postérité
Il épouse avant 1259, Mechthilde de Clèves, fille de Thierry de Clèves, seigneur de Dinslaken et d'Élisabeth de Brabant. Ils ont :
- Ermesinde († 1272), mariée à Gérard V, comte de Blankenheim († après 1309) ;
- Catherine († 26 septembre 1328), mariée à 1) Albert, seigneur de Voorne († 1287) et 2) Wolfart de Borsselen († 1289) ;
- Agnès ;
- Marie ;
- Mathilde, dame de Melin, mariée à Baudouin de Hénin, seigneur de Fontaine-l'Évêque ;
- Pentecoste, mariée à Guilhaume de Mortagne, seigneur de Rumes (1268, † 1302) ;
- Isabelle, dame de Roussy, mariée à Henri VI de Grandpré, seigneur de Houffalize et de Livry ;
- Marguerite († 1291), mariée à Jean III, seigneur de Ghistelles († 1315), de la famille de Ghistelles.

En 1304, après la mort de Gérard de Durbuy, ses filles abandonnent leurs droits sur Durbuy à leur cousin Henri VII, comte de Luxembourg.